# Composition du Collège cardinalice lors du conclave de 2025
La composition du Collège cardinalice lors du conclave de 2025 comprend, d'une part, la liste des cardinaux électeurs, à savoir l'ensemble des membres du Collège cardinalice n'ayant pas atteint la limite d'âge de 80 ans au jour de la vacance du siège apostolique et appelés à participer au conclave de 2025 devant désigner un successeur au pape François et, d'autre part, la liste des cardinaux non-électeurs, ne pouvant prendre part au conclave mais habilités à participer aux congrégations générales le précédant.
Le nombre de cardinaux électeurs s'élève à 135 (133 entrent en conclave), celui des cardinaux non-électeurs à 117.

## Cardinaux électeurs
La liste est établie selon l'ordre auquel chaque cardinal appartient et la préséance (date de son élévation ou de sa création). Cette liste est celle des cardinaux électeurs au début de la vacance du siège apostolique, à l'exception de ceux ayant déjà annoncé qu'ils ne prendraient pas part au conclave : les cardinaux Antonio Cañizares Llovera et John Njue.
| no  | Nom                                 | Pays                             | Titre               | Fonction                                                                                           | Naissance       | Pape         | Consistoire |
| --- | ----------------------------------- | -------------------------------- | ------------------- | -------------------------------------------------------------------------------------------------- | --------------- | ------------ | ----------- |
| 1   | Pietro Parolin                      | Italie                           | Cardinal-évêque     | Cardinal secrétaire d'État Fait office de doyen du Sacré Collège pour le conclave                  | 17 janv. 1955   | François     | 22/02/2014  |
| 2   | Fernando Filoni                     | Italie                           | Cardinal-évêque     | Grand-maître de l'ordre équestre du Saint-Sépulcre                                                 | 15 avr. 1946    | Benoît XVI   | 18/02/2012  |
| 3   | Luis Antonio Tagle                  | Philippines                      | Cardinal-évêque     | Pro-préfet du dicastère pour l'évangélisation                                                      | 21 juin 1957    | Benoît XVI   | 24/11/2012  |
| 4   | Robert Francis Prevost              | États-Unis                       | Cardinal-évêque     | Préfet du dicastère pour les évêques                                                               | 14 sept. 1955   | François     | 30/09/2023  |
| 5   | Louis Raphaël Ier Sako              | Irak                             | Cardinal-patriarche | Patriarche de Babylone des Chaldéens                                                               | 4 juill. 1948   | François     | 28/06/2018  |
| 6   | Vinko Puljić                        | Bosnie-Herzégovine               | Cardinal-prêtre     | Archevêque émérite de Sarajevo Fait office de Cardinal protoprêtre pour le conclave                | 8 sept. 1945    | Jean-Paul II | 26/11/1994  |
| 7   | Peter Turkson                       | Ghana                            | Cardinal-prêtre     | Préfet émérite du dicastère pour le service du développement humain intégral                       | 11 oct. 1948    | Jean-Paul II | 21/10/2003  |
| 8   | Josip Bozanić                       | Croatie                          | Cardinal-prêtre     | Archevêque émérite de Zagreb                                                                       | 20 mars 1949    | Jean-Paul II | 21/10/2003  |
| 9   | Philippe Barbarin                   | France                           | Cardinal-prêtre     | Archevêque émérite de Lyon                                                                         | 17 oct. 1950    | Jean-Paul II | 21/10/2003  |
| 10  | Péter Erdő                          | Hongrie                          | Cardinal-prêtre     | Archevêque d'Esztergom-Budapest                                                                    | 25 juin 1952    | Jean-Paul II | 21/10/2003  |
| 11  | Stanisław Ryłko                     | Pologne                          | Cardinal-prêtre     | Archiprêtre de la basilique Sainte-Marie-Majeure                                                   | 4 juill. 1945   | Benoît XVI   | 24/11/2007  |
| 12  | Francisco Robles Ortega             | Mexique                          | Cardinal-prêtre     | Archevêque de Guadalajara                                                                          | 2 mars 1949     | Benoît XVI   | 24/11/2007  |
| 13  | Daniel DiNardo                      | États-Unis                       | Cardinal-prêtre     | Archevêque émérite de Galveston-Houston                                                            | 23 mai 1949     | Benoît XVI   | 24/11/2007  |
| 14  | Odilo Scherer                       | Brésil                           | Cardinal-prêtre     | Archevêque de São Paulo                                                                            | 21 sept. 1949   | Benoît XVI   | 24/11/2007  |
| 15  | Robert Sarah                        | Guinée                           | Cardinal-prêtre     | Préfet émérite de la Congrégation pour le culte divin et la discipline des sacrements              | 15 juin 1945    | Benoît XVI   | 20/11/2010  |
| 16  | Raymond Burke                       | États-Unis                       | Cardinal-prêtre     | Patron émérite de l'Ordre souverain de Malte                                                       | 30 juin 1948    | Benoît XVI   | 20/11/2010  |
| 17  | Kurt Koch                           | Suisse                           | Cardinal-prêtre     | Préfet du dicastère pour la promotion de l'unité des chrétiens                                     | 15 mars 1950    | Benoît XVI   | 20/11/2010  |
| 18  | Kazimierz Nycz                      | Pologne                          | Cardinal-prêtre     | Archevêque émérite de Varsovie                                                                     | 1er fév. 1950   | Benoît XVI   | 20/11/2010  |
| 19  | Albert Malcolm Ranjith              | Sri Lanka                        | Cardinal-prêtre     | Archevêque de Colombo                                                                              | 15 nov. 1947    | Benoît XVI   | 20/11/2010  |
| 20  | Reinhard Marx                       | Allemagne                        | Cardinal-prêtre     | Archevêque de Munich et Freising                                                                   | 21 sept. 1953   | Benoît XVI   | 20/11/2010  |
| 21  | João Braz de Aviz                   | Brésil                           | Cardinal-prêtre     | Préfet émérite du dicastère pour les instituts de vie consacrée et les sociétés de vie apostolique | 24 avr. 1947    | Benoît XVI   | 18/02/2012  |
| 22  | Thomas Christopher Collins          | Canada                           | Cardinal-prêtre     | Archevêque émérite de Toronto                                                                      | 16 janv. 1947   | Benoît XVI   | 18/02/2012  |
| 23  | Wim Eijk                            | Pays-Bas                         | Cardinal-prêtre     | Archevêque d'Utrecht                                                                               | 22 juin 1953    | Benoît XVI   | 18/02/2012  |
| 24  | Giuseppe Betori                     | Italie                           | Cardinal-prêtre     | Archevêque émérite de Florence                                                                     | 25 fév. 1947    | Benoît XVI   | 18/02/2012  |
| 25  | Timothy Dolan                       | États-Unis                       | Cardinal-prêtre     | Archevêque de New York                                                                             | 6 fév. 1950     | Benoît XVI   | 18/02/2012  |
| 26  | Rainer Woelki                       | Allemagne                        | Cardinal-prêtre     | Archevêque de Cologne                                                                              | 18 août 1956    | Benoît XVI   | 18/02/2012  |
| 27  | Baselios Cleemis                    | Inde                             | Cardinal-prêtre     | Archevêque majeur de Trivandrum                                                                    | 15 juin 1959    | Benoît XVI   | 24/11/2014  |
| 28  | James Michael Harvey                | États-Unis                       | Cardinal-prêtre     | Archiprêtre de la basilique Saint-Paul-hors-les-Murs                                               | 20 oct. 1949    | Benoît XVI   | 24/11/2014  |
| 29  | Gerhard Ludwig Müller               | Allemagne                        | Cardinal-prêtre     | Préfet émérite de la Congrégation pour la doctrine de la foi                                       | 31 déc. 1947    | François     | 22/02/2014  |
| 30  | Vincent Nichols                     | Royaume-Uni                      | Cardinal-prêtre     | Archevêque de Westminster                                                                          | 8 nov. 1945     | François     | 22/02/2014  |
| 31  | Leopoldo José Brenes Solórzano      | Nicaragua                        | Cardinal-prêtre     | Archevêque de Managua                                                                              | 7 mars 1949     | François     | 22/02/2014  |
| 32  | Gérald Cyprien Lacroix              | Canada                           | Cardinal-prêtre     | Archevêque de Québec                                                                               | 27 juill. 1957  | François     | 22/02/2014  |
| 33  | Jean-Pierre Kutwa                   | Côte d'Ivoire                    | Cardinal-prêtre     | Archevêque émérite d'Abidjan                                                                       | 22 déc. 1945    | François     | 22/02/2014  |
| 34  | Orani João Tempesta                 | Brésil                           | Cardinal-prêtre     | Archevêque de São Sebastião do Rio de Janeiro                                                      | 23 juin 1950    | François     | 22/02/2014  |
| 35  | Mario Aurelio Poli                  | Argentine                        | Cardinal-prêtre     | Archevêque émérite de Buenos Aires                                                                 | 24 nov. 1947    | François     | 22/02/2014  |
| 36  | Philippe Ouédraogo                  | Burkina Faso                     | Cardinal-prêtre     | Archevêque émérite de Ouagadougou                                                                  | 31 déc. 1945    | François     | 22/02/2014  |
| 37  | Chibly Langlois                     | Haïti                            | Cardinal-prêtre     | Évêque des Cayes                                                                                   | 29 nov. 1958    | François     | 22/02/2014  |
| 38  | Manuel do Nascimento Clemente       | Portugal                         | Cardinal-prêtre     | Patriarche émérite de Lisbonne                                                                     | 16 juill. 1948  | François     | 14/02/2015  |
| 39  | Berhaneyesus Demerew Souraphiel     | Éthiopie                         | Cardinal-prêtre     | Archevêque d'Addis-Abeba                                                                           | 14 juill. 1948  | François     | 14/02/2015  |
| 40  | John Atcherley Dew                  | Nouvelle-Zélande                 | Cardinal-prêtre     | Archevêque émérite de Wellington                                                                   | 5 mai 1948      | François     | 14/02/2015  |
| 41  | Charles Maung Bo                    | Birmanie                         | Cardinal-prêtre     | Archevêque de Rangoun                                                                              | 29 oct. 1948    | François     | 14/02/2015  |
| 42  | Francis Xavier Kriengsak Kovitvanit | Thaïlande                        | Cardinal-prêtre     | Archevêque de Bangkok                                                                              | 27 juin 1949    | François     | 14/02/2015  |
| 43  | Francesco Montenegro                | Italie                           | Cardinal-prêtre     | Archevêque émémrite d'Agrigente                                                                    | 22 mai 1946     | François     | 14/02/2015  |
| 44  | Daniel Fernando Sturla Berhouet     | Uruguay                          | Cardinal-prêtre     | Archevêque de Montevideo                                                                           | 4 juill. 1959   | François     | 14/02/2015  |
| 45  | Arlindo Gomes Furtado               | Cap-Vert                         | Cardinal-prêtre     | Évêque de Santiago du Cap-Vert                                                                     | 15 nov. 1949    | François     | 14/02/2015  |
| 46  | Soane Patita Paini Mafi             | Tonga                            | Cardinal-prêtre     | Évêque des Tonga                                                                                   | 19 déc. 1961    | François     | 14/02/2015  |
| 47  | Dieudonné Nzapalainga               | République centrafricaine        | Cardinal-prêtre     | Archevêque de Bangui                                                                               | 14 mars 1967    | François     | 19/11/2016  |
| 48  | Carlos Osoro Sierra                 | Espagne                          | Cardinal-prêtre     | Archevêque de Madrid                                                                               | 16 mai 1945     | François     | 19/11/2016  |
| 49  | Sérgio da Rocha                     | Brésil                           | Cardinal-prêtre     | Archevêque de São Salvador da Bahia                                                                | 21 oct. 1959    | François     | 19/11/2016  |
| 50  | Blase Cupich                        | États-Unis                       | Cardinal-prêtre     | Archevêque de Chicago                                                                              | 19 mars 1949    | François     | 19/11/2016  |
| 51  | Jozef De Kesel                      | Belgique                         | Cardinal-prêtre     | Archevêque émérite de Malines-Bruxelles                                                            | 17 juin 1947    | François     | 19/11/2016  |
| 52  | Carlos Aguiar Retes                 | Mexique                          | Cardinal-prêtre     | Archevêque de Mexico                                                                               | 9 janv. 1950    | François     | 19/11/2016  |
| 53  | John Ribat                          | Papouasie-Nouvelle-Guinée        | Cardinal-prêtre     | Archevêque de Port Moresby                                                                         | 9 fév. 1957     | François     | 19/11/2016  |
| 54  | Joseph Tobin                        | États-Unis                       | Cardinal-prêtre     | Archevêque de Newark                                                                               | 3 mai 1952      | François     | 19/11/2016  |
| 55  | Joan Josep Omella                   | Espagne                          | Cardinal-prêtre     | Archevêque de Barcelone                                                                            | 21 avr. 1946    | François     | 28/06/2017  |
| 56  | Anders Arborelius                   | Suède                            | Cardinal-prêtre     | Évêque de Stockholm                                                                                | 24 sept. 1949   | François     | 28/06/2017  |
| 57  | Angelo De Donatis                   | Italie                           | Cardinal-prêtre     | Pénitencier majeur                                                                                 | 4 janv. 1954    | François     | 28/06/2018  |
| 58  | Joseph Coutts                       | Pakistan                         | Cardinal-prêtre     | Archevêque émérite de Karachi                                                                      | 21 juill. 1945  | François     | 28/06/2018  |
| 59  | Antonio dos Santos Marto            | Portugal                         | Cardinal-prêtre     | Évêque émérite de Leiria-Fátima                                                                    | 5 mai 1947      | François     | 28/06/2018  |
| 60  | Désiré Tsarahazana                  | Madagascar                       | Cardinal-prêtre     | Archevêque de Toamasina                                                                            | 14 juin 1954    | François     | 28/06/2018  |
| 61  | Giuseppe Petrocchi                  | Italie                           | Cardinal-prêtre     | Archevêque émérite de L'Aquila                                                                     | 19 août 1948    | François     | 28/06/2018  |
| 62  | Thomas Aquinas Manyo Maeda          | Japon                            | Cardinal-prêtre     | Archevêque d'Osaka-Takamatsu                                                                       | 3 mars 1949     | François     | 28/06/2018  |
| 63  | Ignatius Suharyo Hardjoatmodjo      | Indonésie                        | Cardinal-prêtre     | Archevêque de Jakarta                                                                              | 9 juill. 1950   | François     | 05/10/2019  |
| 64  | Juan de la Caridad García Rodríguez | Cuba                             | Cardinal-prêtre     | Archevêque de San Cristóbal de La Havane                                                           | 11 juill. 1948  | François     | 05/10/2019  |
| 65  | Fridolin Ambongo Besungu            | République démocratique du Congo | Cardinal-prêtre     | Archevêque de Kinshasa                                                                             | 24 janv. 1960   | François     | 05/10/2019  |
| 66  | Jean-Claude Hollerich               | Luxembourg                       | Cardinal-prêtre     | Archevêque de Luxembourg                                                                           | 9 août 1958     | François     | 05/10/2019  |
| 67  | Álvaro Leonel Ramazzini Imeri       | Guatemala                        | Cardinal-prêtre     | Évêque de Huehuetenango                                                                            | 16 juill. 1947  | François     | 05/10/2019  |
| 68  | Matteo Maria Zuppi                  | Italie                           | Cardinal-prêtre     | Archevêque de Bologne                                                                              | 11 oct. 1955    | François     | 05/10/2019  |
| 69  | Cristóbal López Romero              | Maroc                            | Cardinal-prêtre     | Archevêque de Rabat                                                                                | 19 mai 1952     | François     | 05/10/2019  |
| 70  | Antoine Kambanda                    | Rwanda                           | Cardinal-prêtre     | Archevêque de Kigali                                                                               | 10 nov. 1958    | François     | 28/11/2020  |
| 71  | Wilton Gregory                      | États-Unis                       | Cardinal-prêtre     | Archevêque émérite de Washington                                                                   | 7 déc. 1947     | François     | 28/11/2020  |
| 72  | Jose Advincula                      | Philippines                      | Cardinal-prêtre     | Archevêque de Manille                                                                              | 30 mars 1952    | François     | 28/11/2020  |
| 73  | Augusto Paolo Lojudice              | Italie                           | Cardinal-prêtre     | Archevêque de Sienne-Colle di Val d'Elsa-Montalcino Évêque de Montepulciano-Chiusi-Pienza          | 1er juill. 1964 | François     | 28/11/2020  |
| 74  | Jean-Marc Aveline                   | France                           | Cardinal-prêtre     | Archevêque de Marseille                                                                            | 26 déc. 1958    | François     | 27/08/2022  |
| 75  | Peter Ebere Okpaleke                | Nigeria                          | Cardinal-prêtre     | Évêque d'Ekwulobia                                                                                 | 1er mars 1963   | François     | 27/08/2022  |
| 76  | Leonardo Ulrich Steiner             | Brésil                           | Cardinal-prêtre     | Archevêque de Manaus                                                                               | 6 nov. 1950     | François     | 27/08/2022  |
| 77  | Filipe do Rosário Ferrão            | Inde                             | Cardinal-prêtre     | Archevêque de Goa et Daman                                                                         | 20 janv. 1953   | François     | 27/08/2022  |
| 78  | Robert McElroy                      | États-Unis                       | Cardinal-prêtre     | Archevêque de Washington                                                                           | 5 fév. 1954     | François     | 27/08/2022  |
| 79  | Virgilio do Carmo da Silva          | Timor oriental                   | Cardinal-prêtre     | Archevêque de Dili                                                                                 | 27 nov. 1967    | François     | 27/08/2022  |
| 80  | Oscar Cantoni                       | Italie                           | Cardinal-prêtre     | Évêque de Côme                                                                                     | 1er sept. 1950  | François     | 27/08/2022  |
| 81  | Anthony Poola                       | Inde                             | Cardinal-prêtre     | Archevêque d'Hyderabad                                                                             | 15 nov. 1961    | François     | 27/08/2022  |
| 82  | Paulo Cezar Costa                   | Brésil                           | Cardinal-prêtre     | Archevêque de Brasília                                                                             | 20 juill. 1967  | François     | 27/08/2022  |
| 83  | William Goh                         | Singapour                        | Cardinal-prêtre     | Archevêque de Singapour                                                                            | 25 juin 1957    | François     | 27/08/2022  |
| 84  | Sebastian Francis                   | Malaisie                         | Cardinal-prêtre     | Évêque de Penang                                                                                   | 11 nov. 1951    | François     | 27/08/2022  |
| 85  | Adalberto Martínez Flores           | Paraguay                         | Cardinal-prêtre     | Archevêque d'Asuncion                                                                              | 8 juill. 1951   | François     | 27/08/2022  |
| 86  | Giorgio Marengo                     | Mongolie                         | Cardinal-prêtre     | Préfet apostolique d'Oulan-Bator                                                                   | 7 juin 1974     | François     | 27/08/2022  |
| 87  | Pierbattista Pizzaballa             | Jérusalem                        | Cardinal-prêtre     | Patriarche latin de Jérusalem                                                                      | 21 avr. 1965    | François     | 30/09/2023  |
| 88  | Stephen Brislin                     | Afrique du Sud                   | Cardinal-prêtre     | Archevêque de Johannesburg                                                                         | 24 sept. 1956   | François     | 30/09/2023  |
| 89  | Ángel Sixto Rossi                   | Argentine                        | Cardinal-prêtre     | Archevêque de Córdoba                                                                              | 11 août 1958    | François     | 30/09/2023  |
| 90  | Luis José Rueda Aparicio            | Colombie                         | Cardinal-prêtre     | Archevêque de Bogota                                                                               | 3 mars 1962     | François     | 30/09/2023  |
| 91  | Grzegorz Ryś                        | Pologne                          | Cardinal-prêtre     | Archevêque de Łódź                                                                                 | 9 fév. 1964     | François     | 30/09/2023  |
| 92  | Stephen Ameyu Martin Mulla          | Soudan du Sud                    | Cardinal-prêtre     | Archevêque de Djouba                                                                               | 10 janv. 1964   | François     | 30/09/2023  |
| 93  | José Cobo Cano                      | Espagne                          | Cardinal-prêtre     | Archevêque de Madrid                                                                               | 20 sept. 1965   | François     | 30/09/2023  |
| 94  | Protase Rugambwa                    | Tanzanie                         | Cardinal-prêtre     | Archevêque de Tabora                                                                               | 31 mai 1960     | François     | 30/09/2023  |
| 95  | Stephen Chow Sau-yan                | Chine                            | Cardinal-prêtre     | Évêque de Hong Kong                                                                                | 7 août 1959     | François     | 30/09/2023  |
| 96  | François Bustillo                   | France                           | Cardinal-prêtre     | Évêque d'Ajaccio                                                                                   | 23 nov. 1968    | François     | 30/09/2023  |
| 97  | Américo Alves Aguiar                | Portugal                         | Cardinal-prêtre     | Évêque de Setúbal                                                                                  | 12 déc. 1973    | François     | 30/09/2023  |
| 98  | Carlos Castillo Mattasoglio         | Pérou                            | Cardinal-prêtre     | Archevêque de Lima                                                                                 | 28 fév. 1950    | François     | 07/12/2024  |
| 99  | Vicente Bokalic Iglic               | Argentine                        | Cardinal-prêtre     | Archevêque de Santiago del Estero                                                                  | 11 juin 1952    | François     | 07/12/2024  |
| 100 | Luis Cabrera Herrera                | Équateur                         | Cardinal-prêtre     | Archevêque de Guayaquil                                                                            | 11 oct. 1955    | François     | 07/12/2024  |
| 101 | Fernando Chomalí                    | Chili                            | Cardinal-prêtre     | Archevêque de Santiago                                                                             | 10 mai 1957     | François     | 07/12/2024  |
| 102 | Tarcisio Isao Kikuchi               | Japon                            | Cardinal-prêtre     | Archevêque de Tokyo                                                                                | 1er nov. 1958   | François     | 07/12/2024  |
| 103 | Pablo Virgilio David                | Philippines                      | Cardinal-prêtre     | Évêque de Caloocan                                                                                 | 2 mars 1959     | François     | 07/12/2024  |
| 104 | Ladislav Nemet                      | Serbie                           | Cardinal-prêtre     | Archevêque de Belgrade                                                                             | 7 sept. 1956    | François     | 07/12/2024  |
| 105 | Jaime Spengler                      | Brésil                           | Cardinal-prêtre     | Archevêque de Porto Alegre                                                                         | 6 sept. 1960    | François     | 07/12/2024  |
| 106 | Ignace Bessi Dogbo                  | Côte d'Ivoire                    | Cardinal-prêtre     | Archevêque d'Abidjan                                                                               | 17 août 1961    | François     | 07/12/2024  |
| 107 | Jean-Paul Vesco                     | Algérie                          | Cardinal-prêtre     | Archevêque d'Alger                                                                                 | 10 mars 1962    | François     | 07/12/2024  |
| 108 | Dominique Mathieu                   | Iran                             | Cardinal-prêtre     | Archevêque de Téhéran-Ispahan                                                                      | 13 juin 1963    | François     | 07/12/2024  |
| 109 | Roberto Repole                      | Italie                           | Cardinal-prêtre     | Archevêque de Turin Évêque de Suse                                                                 | 29 janv. 1967   | François     | 07/12/2024  |
| 110 | Baldassare Reina                    | Italie                           | Cardinal-prêtre     | Cardinal-vicaire                                                                                   | 26 nov. 1970    | François     | 07/12/2024  |
| 111 | Frank Leo                           | Canada                           | Cardinal-prêtre     | Archevêque de Toronto                                                                              | 30 juin 1971    | François     | 07/12/2024  |
| 112 | Mykola Bytchok                      | Australie                        | Cardinal-prêtre     | Évêque de Melbourne des Ukrainiens                                                                 | 13 fév. 1980    | François     | 07/12/2024  |
| 113 | Domenico Battaglia                  | Italie                           | Cardinal-prêtre     | Archevêque de Naples                                                                               | 20 janv. 1963   | François     | 07/12/2024  |
| 114 | Dominique Mamberti                  | France                           | Cardinal-diacre     | Préfet du tribunal suprême de la Signature apostolique Cardinal protodiacre                        | 7 mars 1952     | François     | 14/02/2015  |
| 115 | Mario Zenari                        | Italie                           | Cardinal-diacre     | Nonce apostolique en Syrie                                                                         | 5 janv. 1946    | François     | 19/11/2016  |
| 116 | Kevin Farrell                       | États-Unis                       | Cardinal-diacre     | Préfet du dicastère pour les laïcs, la famille et la vie Camerlingue                               | 2 sept. 1947    | François     | 19/11/2016  |
| 117 | Konrad Krajewski                    | Pologne                          | Cardinal-diacre     | Aumônier apostolique                                                                               | 25 nov. 1963    | François     | 28/06/2018  |
| 118 | José Tolentino de Mendonça          | Portugal                         | Cardinal-diacre     | Préfet du dicastère pour la Culture et l'Éducation                                                 | 15 déc. 1965    | François     | 05/10/2019  |
| 119 | Michael Czerny                      | Canada                           | Cardinal-diacre     | Préfet du dicastère pour le service du développement humain intégral                               | 18 juill. 1946  | François     | 05/10/2019  |
| 120 | Mario Grech                         | Malte                            | Cardinal-diacre     | Secrétaire général du Synode des évêques                                                           | 20 fév. 1957    | François     | 28/11/2020  |
| 121 | Marcello Semeraro                   | Italie                           | Cardinal-diacre     | Préfet du dicastère pour les causes des Saints                                                     | 22 déc. 1947    | François     | 28/11/2020  |
| 122 | Mauro Gambetti                      | Italie                           | Cardinal-diacre     | Archiprêtre de la basilique Saint-Pierre                                                           | 27 oct. 1965    | François     | 28/11/2020  |
| 123 | Arthur Roche                        | Royaume-Uni                      | Cardinal-diacre     | Préfet du dicastère pour le culte divin et la discipline des sacrements                            | 6 mars 1950     | François     | 27/08/2022  |
| 124 | Lazarus You Heung-sik               | Corée du Sud                     | Cardinal-diacre     | Préfet du dicastère pour le clergé                                                                 | 17 nov. 1951    | François     | 27/08/2022  |
| 125 | Claudio Gugerotti                   | Italie                           | Cardinal-diacre     | Préfet du dicastère pour les Églises orientales                                                    | 7 oct. 1955     | François     | 30/09/2023  |
| 126 | Víctor Manuel Fernández             | Argentine                        | Cardinal-diacre     | Préfet du dicastère pour la Doctrine de la foi                                                     | 18 juill. 1962  | François     | 30/09/2023  |
| 127 | Emil Paul Tscherrig                 | Suisse                           | Cardinal-diacre     | Nonce apostolique émérite en Italie et à Saint-Marin                                               | 3 fév. 1947     | François     | 30/09/2023  |
| 128 | Christophe Pierre                   | France                           | Cardinal-diacre     | Nonce apostolique aux États-Unis                                                                   | 3 fév. 1947     | François     | 30/09/2023  |
| 129 | Ángel Fernández Artime              | Espagne                          | Cardinal-diacre     | Pro-préfet du dicastère pour les instituts de vie consacrée et les sociétés de vie apostolique     | 21 août 1960    | François     | 30/09/2023  |
| 130 | Rolandas Makrickas                  | Lituanie                         | Cardinal-diacre     | Archiprêtre coadjuteur de la basilique Sainte-Marie-Majeure                                        | 31 janv. 1972   | François     | 07/12/2024  |
| 131 | Timothy Radcliffe                   | Royaume-Uni                      | Cardinal-diacre     | Maître émérite de l'ordre des Prêcheurs                                                            | 22 août 1945    | François     | 07/12/2024  |
| 132 | Fabio Baggio                        | Italie                           | Cardinal-diacre     | Sous-secrétaire du dicastère pour le service du développement humain intégral                      | 15 janv. 1965   | François     | 07/12/2024  |
| 133 | George Koovakad                     | Inde                             | Cardinal-diacre     | Préfet du dicastère pour le dialogue interreligieux                                                | 11 août 1973    | François     | 07/12/2024  |

## Cardinaux électeurs absents duconclave de 2025
| Nom                       | Pays    | Titre           | Fonction                      | Naissance      | Pape       | Consistoire |
| ------------------------- | ------- | --------------- | ----------------------------- | -------------- | ---------- | ----------- |
| Antonio Cañizares Llovera | Espagne | Cardinal-prêtre | Archevêque émérite de Valence | 15 oct. 1945   | Benoît XVI | 24/03/2006  |
| John Njue                 | Kenya   | Cardinal-prêtre | Archevêque émérite de Nairobi | 1er janv. 1946 | Benoît XVI | 24/11/2007  |

## Composition du collège électoral
Au 22 avril 2025, le Collège cardinalice compte 135 cardinaux électeurs sur 252 cardinaux. 
Sur ces 133 cardinaux électeurs présents, 108 (81,2 %) ont été nommés par le pape François, 20 (15 %) par Benoît XVI, et 5 (3,8 %) par Jean-Paul II.
Leur moyenne d'âge est de 69,8 ans (63 ans lors de leur nomination comme cardinal). Le plus jeune est le cardinal ukrainien Mykola Bytchok, âgé de 45 ans.

### Représentation par pays des cardinaux électeurs
Le pape François a continué l'internationalisation du collège des cardinaux, initiée par ses prédécesseurs, en réduisant le poids de l'Europe et de l'Italie. Lors du conclave de 2013, l'Europe représentait 51 % des cardinaux électeurs contre seulement 39 % pour le conclave de 2025. Modifiant les usages, le pape François a aussi nommé des cardinaux des  périphéries de l'Église comme des pays en guerre, des pays où les chrétiens sont minoritaires ou des pays de grande pauvreté. Ainsi la Dominique, Haïti, les îles Tonga, la Papouasie-Nouvelle-Guinée, le Cap-Vert, la République centrafricaine, le Lesotho, le Bangladesh, la Malaisie ou la Birmanie ont, pour la première fois, des prélats élevés au cardinalat,.

Répartition des cardinaux électeurs, présents au conclave, par continent.
Italie (17)
Europe (hors Italie) (35)
Amérique du Nord et centrale (20)
Amérique du Sud (17)
Afrique (17)
Asie et Océanie (27)

| Pays | Nombre d'électeurs de chaque pays | Total |
| --- | --------------------------------- | ----- |
| Italie | 17                                | 17    |
| États-Unis | 10                                | 10    |
| Brésil | 7                                 | 7     |
| France | 5                                 | 5     |
| Argentine, Canada, Espagne, Inde, Pologne, Portugal | 4                                 | 24    |
| Allemagne, Philippines, Royaume-Uni | 3                                 | 9     |
| Côte d'Ivoire, Japon, Mexique, Suisse | 2                                 | 8     |
| Afrique du Sud, Algérie, Australie, Belgique, Birmanie, Bosnie-Herzégovine, Burkina Faso, Cap-Vert, Centrafrique, Chili, Chine, Colombie, République démocratique du Congo, Corée du Sud, Croatie, Jérusalem, Cuba, Équateur, Éthiopie, Ghana, Guatemala, Guinée, Haïti, Hongrie, Indonésie, Irak, Iran, Lituanie, Luxembourg, Madagascar, Malaisie, Malte, Maroc, Mongolie, Nicaragua, Nigeria, Nouvelle-Zélande, Pakistan, Papouasie-Nouvelle-Guinée, Paraguay, Pays-Bas, Pérou, Rwanda, Serbie, Singapour, Soudan du Sud, Sri Lanka, Suède, Tanzanie, Thaïlande, Timor oriental, Tonga, Uruguay | 1                                 | 53    |
| Total |                                   | 133   |

### Représentation par ordre religieux des cardinaux électeurs
Sur les 133 cardinaux électeurs, 34 sont membres d'un ordre religieux, c'est-à-dire 25,5 % du collège.
| Ordre | Électeurs par ordre | Total |
| --- | ------------------- | ----- |
| Salésiens | 5                   | 5     |
| Jésuites, Franciscains | 4                   | 8     |
| Franciscains conventuels | 3                   | 3     |
| Dominicains, Lazaristes, Rédemptoristes, Société du Verbe Divin | 2                   | 8     |
| Capucins, Scalabriniens, Spiritains, Stigmatins, Augustins, Carmes déchaux, Cisterciens, Institut séculier Pie X, Missionnaires de la Consolata, Missionnaires du Sacré-Cœur de Jésus | 1                   | 10    |
| Total |                     | 34    |

## Cardinaux non-électeurs lors du conclave de 2025
La liste ci-dessous comprend les cardinaux ayant dépassé la limite d'âge de 80 ans et ne pouvant, de ce fait, participer au conclave en vertu de l'article 33 de la Constitution apostolique Romano Pontifici Eligendo, promulguée par le pape Paul VI le 1er octobre 1975, à la suite du motu propio Ingravescentem Aetatem du 21 novembre 1970. En revanche, ils peuvent prendre part aux congrégations générales qui précèdent l'entrée en conclave (c'est le cas pour une cinquantaine d'entre eux). 36 ont été créés par Jean-Paul II, 40 par Benoît XVI et 41 par François.
| Nom                              | Pays                   | Titre               | Fonction                                                                                                 | Naissance      | Pape         | Consistoire |
| -------------------------------- | ---------------------- | ------------------- | --- | -------------- | ------------ | ----------- |
| Giovanni Battista Re             | Italie                 | Cardinal-évêque     | Préfet émérite de la Congrégation pour les évêques Doyen du Collège des cardinaux                        | 30 janv. 1934  | Jean-Paul II | 21/02/2001  |
| Leonardo Sandri                  | Argentine              | Cardinal-évêque     | Préfet émérite du dicastère pour les Églises orientales Vice-doyen du Collège des cardinaux              | 18 nov. 1943   | Benoît XVI   | 24/11/2007  |
| Francis Arinze                   | Nigeria                | Cardinal-évêque     | Préfet émérite de la Congrégation pour le culte divin et la discipline des sacrements                    | 1er nov. 1932  | Jean-Paul II | 25/05/1985  |
| Tarcisio Bertone                 | Italie                 | Cardinal-évêque     | Cardinal secrétaire d'État émérite                                                                       | 2 déc. 1934    | Jean-Paul II | 21/10/2003  |
| José Saraiva Martins             | Portugal               | Cardinal-évêque     | Préfet émérite de la Congrégation pour les causes des saints                                             | 6 janv. 1932   | Jean-Paul II | 21/02/2001  |
| Marc Ouellet                     | Canada                 | Cardinal-évêque     | Préfet émérite du dicastère pour les évêques                                                             | 8 juin 1944    | Jean-Paul II | 21/10/2003  |
| Beniamino Stella                 | Italie                 | Cardinal-évêque     | Préfet émérite de la Congrégation pour le clergé                                                         | 18 août 1941   | François     | 22/02/2014  |
| Bechara Boutros Rahi             | Liban                  | Cardinal-patriarche | Patriarche maronite d'Antioche et de tout l'Orient                                                       | 25 fév. 1940   | Jean-Paul II | 07/12/2024  |
| Michael Michai Kitbunchu         | Thaïlande              | Cardinal-prêtre     | Archevêque émérite de Bangkok Cardinal protoprêtre                                                       | 25 janv. 1929  | Jean-Paul II | 02/02/1983  |
| Paul Poupard                     | France                 | Cardinal-prêtre     | Président émérite du Conseil pontifical de la culture                                                    | 30 août 1930   | Jean-Paul II | 25/05/1985  |
| Friedrich Wetter                 | Allemagne              | Cardinal-prêtre     | Archevêque émérite de Munich et Freising                                                                 | 20 fév. 1928   | Jean-Paul II | 25/05/1985  |
| Nicolás de Jesús López Rodríguez | République dominicaine | Cardinal-prêtre     | Archevêque émérite de Saint-Domingue                                                                     | 31 oct. 1936   | Jean-Paul II | 28/06/1991  |
| Roger Michael Mahony             | États-Unis             | Cardinal-prêtre     | Archevêque émérite de Los Angeles                                                                        | 27 fév. 1936   | Jean-Paul II | 28/06/1991  |
| Camillo Ruini                    | Italie                 | Cardinal-prêtre     | Cardinal-vicaire émérite                                                                                 | 19 fév. 1931   | Jean-Paul II | 28/06/1991  |
| Julius Riyadi Darmaatmadja       | Indonésie              | Cardinal-prêtre     | Archevêque émérite de Jakarta                                                                            | 20 déc. 1934   | Jean-Paul II | 26/11/1994  |
| Emmanuel Wamala                  | Ouganda                | Cardinal-prêtre     | Archevêque émérite de Kampala                                                                            | 15 déc. 1926   | Jean-Paul II | 26/11/1994  |
| Adam Joseph Maida                | États-Unis             | Cardinal-prêtre     | Archevêque émérite de Détroit                                                                            | 18 mars 1930   | Jean-Paul II | 26/11/1994  |
| Juan Sandoval Íñiguez            | Mexique                | Cardinal-prêtre     | Archevêque émérite de Guadalajara                                                                        | 28 mars 1933   | Jean-Paul II | 26/11/1994  |
| James Francis Stafford           | États-Unis             | Cardinal-prêtre     | Pénitencier majeur émérite                                                                               | 26 juill. 1932 | Jean-Paul II | 21/02/1998  |
| Salvatore De Giorgi              | Italie                 | Cardinal-prêtre     | Archevêque émérite de Palerme                                                                            | 6 sept. 1930   | Jean-Paul II | 21/02/1998  |
| Antonio María Rouco Varela       | Espagne                | Cardinal-prêtre     | Archevêque émérite de Madrid                                                                             | 24 août 1936   | Jean-Paul II | 21/02/1998  |
| Polycarp Pengo                   | Tanzanie               | Cardinal-prêtre     | Archevêque émérite de Dar es Salam                                                                       | 5 août 1944    | Jean-Paul II | 21/02/1998  |
| Christoph Schönborn              | Autriche               | Cardinal-prêtre     | Archevêque émérite de Vienne                                                                             | 22 janv. 1945  | Jean-Paul II | 21/02/1998  |
| Norberto Rivera Carrera          | Mexique                | Cardinal-prêtre     | Archevêque émérite de Mexico                                                                             | 6 juin 1942    | Jean-Paul II | 21/02/1998  |
| Janis Pujats                     | Lettonie               | Cardinal-prêtre     | Archevêque émérite de Riga                                                                               | 14 nov. 1930   | Jean-Paul II | 21/02/1998  |
| Crescenzio Sepe                  | Italie                 | Cardinal-prêtre     | Archevêque émérite de Naples                                                                             | 2 juin 1943    | Jean-Paul II | 21/02/2001  |
| Walter Kasper                    | Allemagne              | Cardinal-prêtre     | Président émérite du conseil pontifical pour la promotion de l'unité des chrétiens                       | 5 mars 1933    | Jean-Paul II | 21/02/2001  |
| Audrys Juozas Bačkis             | Lituanie               | Cardinal-prêtre     | Archevêque émérite de Vilnius                                                                            | 1er fév. 1937  | Jean-Paul II | 21/02/2001  |
| Francisco Javier Errázuriz Ossa  | Chili                  | Cardinal-prêtre     | Archevêque émérite de Santiago                                                                           | 5 sept. 1933   | Jean-Paul II | 21/02/2001  |
| Wilfrid Fox Napier               | Afrique du Sud         | Cardinal-prêtre     | Archevêque émérite de Durban                                                                             | 8 mars 1941    | Jean-Paul II | 21/02/2001  |
| Óscar Andrés Rodríguez Maradiaga | Honduras               | Cardinal-prêtre     | Archevêque émérite de Tegucigalpa                                                                        | 29 déc. 1942   | Jean-Paul II | 21/02/2001  |
| Juan Luis Cipriani Thorne        | Pérou                  | Cardinal-prêtre     | Archevêque émérite de Lima                                                                               | 28 déc. 1943   | Jean-Paul II | 21/02/2001  |
| Julián Herranz Casado            | Espagne                | Cardinal-prêtre     | Président émérite du Conseil pontifical pour les textes législatifs                                      | 31 mars 1930   | Jean-Paul II | 21/10/2003  |
| Angelo Scola                     | Italie                 | Cardinal-prêtre     | Archevêque émérite de Milan                                                                              | 7 nov. 1941    | Jean-Paul II | 21/10/2003  |
| Anthony Olubunmi Okogie          | Nigeria                | Cardinal-prêtre     | Archevêque émérite de Lagos                                                                              | 16 juin 1936   | Jean-Paul II | 21/10/2003  |
| Gabriel Zubeir Wako              | Soudan                 | Cardinal-prêtre     | Archevêque émérite de Khartoum                                                                           | 27 fév. 1941   | Jean-Paul II | 21/10/2003  |
| Justin Francis Rigali            | États-Unis             | Cardinal-prêtre     | Archevêque émérite de Philadelphie                                                                       | 19 avr. 1935   | Jean-Paul II | 21/10/2003  |
| Ennio Antonelli                  | Italie                 | Cardinal-prêtre     | Président émérite du Conseil pontifical pour la famille                                                  | 18 nov. 1936   | Jean-Paul II | 21/10/2003  |
| Jean-Baptiste Pham Minh Mân      | Vietnam                | Cardinal-prêtre     | Archevêque émérite d'Hô Chi Minh-Ville                                                                   | 5 mars 1934    | Jean-Paul II | 21/10/2003  |
| Franc Rodé                       | Slovénie               | Cardinal-prêtre     | Préfet émérite de la congrégation pour les instituts de vie consacrée et les sociétés de vie apostolique | 23 mars 1934   | Benoît XVI   | 24/03/2006  |
| Agostino Vallini                 | Italie                 | Cardinal-prêtre     | Cardinal-vicaire émérite                                                                                 | 17 avr. 1940   | Benoît XVI   | 24/03/2006  |
| Gaudencio Rosales                | Philippines            | Cardinal-prêtre     | Archevêque émérite de Manille                                                                            | 10 août 1932   | Benoît XVI   | 24/03/2006  |
| Jean-Pierre Ricard               | France                 | Cardinal-prêtre     | Archevêque émérite de Bordeaux                                                                           | 25 sept. 1944  | Benoît XVI   | 24/03/2006  |
| Seán O'Malley                    | États-Unis             | Cardinal-prêtre     | Archevêque émérite de Boston                                                                             | 29 juin 1944   | Benoît XVI   | 24/03/2006  |
| Stanisław Dziwisz                | Pologne                | Cardinal-prêtre     | Archevêque émérite de Cracovie                                                                           | 27 avr. 1939   | Benoît XVI   | 24/03/2006  |
| Joseph Zen                       | Chine                  | Cardinal-prêtre     | Évêque émérite de Hong Kong                                                                              | 13 janv. 1932  | Benoît XVI   | 24/03/2006  |
| Giovanni Lajolo                  | Italie                 | Cardinal-prêtre     | Président émérite du Gouvernorat de l'État de la Cité du Vatican                                         | 3 janv. 1935   | Benoît XVI   | 24/11/2007  |
| Angelo Comastri                  | Italie                 | Cardinal-prêtre     | Président émérite de la Fabrique de Saint-Pierre                                                         | 17 sept. 1943  | Benoît XVI   | 24/11/2007  |
| Raffaele Farina                  | Italie                 | Cardinal-prêtre     | Archiviste et bibliothécaire émérite du Vatican                                                          | 24 sept. 1933  | Benoît XVI   | 24/11/2007  |
| Sean Baptist Brady               | Irlande                | Cardinal-prêtre     | Archevêque émérite d'Armagh                                                                              | 16 août 1939   | Benoît XVI   | 24/11/2007  |
| Lluís Martínez i Sistach         | Espagne                | Cardinal-prêtre     | Archevêque émérite de Barcelone                                                                          | 29 avr. 1937   | Benoît XVI   | 24/11/2007  |
| André Vingt-Trois                | France                 | Cardinal-prêtre     | Archevêque émérite de Paris                                                                              | 7 nov. 1942    | Benoît XVI   | 24/11/2007  |
| Angelo Bagnasco                  | Italie                 | Cardinal-prêtre     | Archevêque émérite de Gênes                                                                              | 14 janv. 1943  | Benoît XVI   | 24/11/2007  |
| Théodore-Adrien Sarr             | Sénégal                | Cardinal-prêtre     | Archevêque émérite de Dakar                                                                              | 28 nov. 1936   | Benoît XVI   | 24/11/2007  |
| Oswald Gracias                   | Inde                   | Cardinal-prêtre     | Archevêque émérite de Bombay                                                                             | 24 déc. 1944   | Benoît XVI   | 24/11/2007  |
| Estanislao Esteban Karlic        | Argentine              | Cardinal-prêtre     | Archevêque émérite de Paraná                                                                             | 7 fév. 1926    | Benoît XVI   | 24/11/2007  |
| Francesco Monterisi              | Italie                 | Cardinal-prêtre     | Archiprêtre émérite de la basilique Saint-Paul-hors-les-Murs                                             | 28 mai 1934    | Benoît XVI   | 20/11/2010  |
| Mauro Piacenza                   | Italie                 | Cardinal-prêtre     | Pénitencier majeur émérite                                                                               | 15 sept. 1944  | Benoît XVI   | 20/11/2010  |
| Gianfranco Ravasi                | Italie                 | Cardinal-prêtre     | Président émérite du Conseil pontifical de la culture                                                    | 18 oct. 1942   | Benoît XVI   | 20/11/2010  |
| Paolo Romeo                      | Italie                 | Cardinal-prêtre     | Archevêque émérite de Palerme                                                                            | 20 fév. 1938   | Benoît XVI   | 20/11/2010  |
| Donald Wuerl                     | États-Unis             | Cardinal-prêtre     | Archevêque émérite de Washington                                                                         | 12 nov. 1940   | Benoît XVI   | 20/11/2010  |
| Raymundo Damasceno Assis         | Brésil                 | Cardinal-prêtre     | Archevêque émérite d'Aparecida                                                                           | 15 fév. 1937   | Benoît XVI   | 20/11/2010  |
| Walter Brandmüller               | Allemagne              | Cardinal-prêtre     | Président émérite du Comité pontifical des sciences historiques                                          | 5 janv. 1929   | Benoît XVI   | 20/11/2010  |
| Manuel Monteiro de Castro        | Portugal               | Cardinal-prêtre     | Pénitencier majeur émérite                                                                               | 29 mars 1938   | Benoît XVI   | 18/02/2012  |
| Santos Abril y Castelló          | Espagne                | Cardinal-prêtre     | Archiprêtre émérite de la basilique Sainte-Marie-Majeure                                                 | 21 sept. 1935  | Benoît XVI   | 18/02/2012  |
| Antonio Maria Vegliò             | Italie                 | Cardinal-prêtre     | Président émérite du Conseil pontifical pour la pastorale des migrants et des personnes en déplacement   | 3 fév. 1938    | Benoît XVI   | 18/02/2012  |
| Giuseppe Bertello                | Italie                 | Cardinal-prêtre     | Président émérite du Gouvernorat de l'État de la Cité du Vatican                                         | 1er oct. 1942  | Benoît XVI   | 18/02/2012  |
| Francesco Coccopalmerio          | Italie                 | Cardinal-prêtre     | Président émérite du Conseil pontifical pour les textes législatifs                                      | 6 mars 1938    | Benoît XVI   | 18/02/2012  |
| Edwin O'Brien                    | États-Unis             | Cardinal-prêtre     | Grand-maître émérite de l'ordre équestre du Saint-Sépulcre                                               | 8 avr. 1939    | Benoît XVI   | 18/02/2012  |
| Domenico Calcagno                | Italie                 | Cardinal-prêtre     | Président émérite de l'Administration du patrimoine du siège apostolique                                 | 3 fév. 1943    | Benoît XVI   | 18/02/2012  |
| Giuseppe Versaldi                | Italie                 | Cardinal-prêtre     | Préfet émérite de la Congrégation pour l'éducation catholique                                            | 30 juill. 1943 | Benoît XVI   | 18/02/2012  |
| George Alencherry                | Inde                   | Cardinal-prêtre     | Archevêque majeur émérite d'Ernakulam-Angamaly                                                           | 19 avr. 1945   | Benoît XVI   | 18/02/2012  |
| Dominik Duka                     | République tchèque     | Cardinal-prêtre     | Archevêque émérite de Prague                                                                             | 26 avr. 1943   | Benoît XVI   | 18/02/2012  |
| John Tong Hon                    | Chine                  | Cardinal-prêtre     | Évêque émérite de Hong Kong                                                                              | 31 juill. 1939 | Benoît XVI   | 18/02/2012  |
| Lucian Mureșan                   | Roumanie               | Cardinal-prêtre     | Archevêque majeur de Făgăraş et Alba Iulia                                                               | 23 mai 1931    | Benoît XVI   | 18/02/2012  |
| John Onaiyekan                   | Nigeria                | Cardinal-prêtre     | Archevêque émérite d'Abuja                                                                               | 29 janv. 1944  | Benoît XVI   | 18/02/2012  |
| Rubén Salazar Gómez              | Colombie               | Cardinal-prêtre     | Archevêque émérite de Bogota                                                                             | 22 sept. 1942  | Benoît XVI   | 18/02/2012  |
| Gualtiero Bassetti               | Italie                 | Cardinal-prêtre     | Archevêque émérite de Pérouse-Città della Pieve                                                          | 7 avr. 1942    | François     | 22/02/2014  |
| Andrew Yeom Soo-jung             | Corée du Sud           | Cardinal-prêtre     | Archevêque émérite de Séoul                                                                              | 5 déc. 1943    | François     | 22/02/2014  |
| Ricardo Ezzati                   | Chili                  | Cardinal-prêtre     | Archevêque émérite de Santiago                                                                           | 7 janv. 1942   | François     | 22/02/2014  |
| Orlando Quevedo                  | Philippines            | Cardinal-prêtre     | Archevêque émérite de Cotabato                                                                           | 11 mars 1939   | François     | 22/02/2014  |
| Lorenzo Baldisseri               | Italie                 | Cardinal-prêtre     | Secrétaire général émérite du Synode des évêques                                                         | 29 sept. 1940  | François     | 22/02/2014  |
| Edoardo Menichelli               | Italie                 | Cardinal-prêtre     | Archevêque émérite d'Ancône-Osimo                                                                        | 14 oct. 1939   | François     | 14/02/2015  |
| Pierre Nguyên Van Nhon           | Vietnam                | Cardinal-prêtre     | Archevêque émérite d'Hanoï                                                                               | 1er avr. 1938  | François     | 14/02/2015  |
| Alberto Suárez Inda              | Mexique                | Cardinal-prêtre     | Archevêque émérite de Morelia                                                                            | 30 janv. 1939  | François     | 14/02/2015  |
| Ricardo Blázquez Pérez           | Espagne                | Cardinal-prêtre     | Archevêque émérite de Valladolid                                                                         | 13 avr. 1942   | François     | 14/02/2015  |
| José Luis Lacunza Maestrojuán    | Panama                 | Cardinal-prêtre     | Évêque émérite de David                                                                                  | 24 fév. 1944   | François     | 14/02/2015  |
| Luis Héctor Villalba             | Argentine              | Cardinal-prêtre     | Archevêque émérite de Tucumán                                                                            | 11 oct. 1934   | François     | 14/02/2015  |
| Júlio Duarte Langa               | Mozambique             | Cardinal-prêtre     | Évêque émérite de Xai-Xai                                                                                | 27 oct. 1927   | François     | 14/02/2015  |
| Patrick D'Rozario                | Bangladesh             | Cardinal-prêtre     | Archevêque émérite de Dhaka                                                                              | 1er oct. 1943  | François     | 19/11/2016  |
| Baltazar Porras Cardozo          | Venezuela              | Cardinal-prêtre     | Archevêque émérite de Caracas                                                                            | 10 oct. 1944   | François     | 19/11/2016  |
| Maurice Piat                     | Maurice                | Cardinal-prêtre     | Évêque de Port-Louis                                                                                     | 19 juill. 1941 | François     | 19/11/2016  |
| Jean Zerbo                       | Mali                   | Cardinal-prêtre     | Archevêque émérite de Bamako                                                                             | 27 déc. 1943   | François     | 28/06/2017  |
| Louis-Marie Ling Mangkhanekhoun  | Laos                   | Cardinal-prêtre     | Vicaire apostolique émérite de Vientiane                                                                 | 8 avr. 1944    | François     | 28/06/2017  |
| Gregorio Rosa Chávez             | Salvador               | Cardinal-prêtre     | Évêque auxiliaire émérite de San Salvador                                                                | 3 sept. 1942   | François     | 28/06/2017  |
| Pedro Barreto                    | Pérou                  | Cardinal-prêtre     | Archevêque émérite de Huancayo                                                                           | 12 fév. 1944   | François     | 28/06/2018  |
| Toribio Ticona Porco             | Bolivie                | Cardinal-prêtre     | Prélat territorial émérite de Corocoro                                                                   | 25 avr. 1937   | François     | 28/06/2018  |
| Sigitas Tamkevičius              | Lituanie               | Cardinal-prêtre     | Archevêque émérite de Kaunas                                                                             | 7 nov. 1938    | François     | 05/10/2019  |
| Celestino Aós Braco              | Chili                  | Cardinal-prêtre     | Archevêque émérite de Santiago                                                                           | 6 avr. 1945    | François     | 28/11/2020  |
| Felipe Arizmendi Esquivel        | Mexique                | Cardinal-prêtre     | Évêque émérite de San Cristóbal de Las Casas                                                             | 1er mai 1940   | François     | 28/11/2020  |
| Jorge Jiménez Carvajal           | Colombie               | Cardinal-prêtre     | Archevêque émérite de Carthagène des Indes                                                               | 29 mars 1942   | François     | 27/08/2022  |
| Arrigo Miglio                    | Italie                 | Cardinal-prêtre     | Archevêque émérite de Cagliari                                                                           | 18 juill. 1942 | François     | 27/08/2022  |
| Diego Padrón Sánchez             | Venezuela              | Cardinal-prêtre     | Archevêque émérite de Cumaná                                                                             | 17 mai 1939    | François     | 30/09/2023  |
| Ernest Simoni                    | Albanie                | Cardinal-diacre     | Prêtre                                                                                                   | 18 oct. 1928   | François     | 19/11/2016  |
| Luis Ladaria Ferrer              | Espagne                | Cardinal-diacre     | Préfet émérite du dicastère pour la Doctrine de la foi                                                   | 19 avr. 1944   | François     | 28/06/2018  |
| Giovanni Angelo Becciu           | Italie                 | Cardinal-diacre     | Préfet émérite de la Congrégation pour la cause des Saints                                               | 2 juin 1948    | François     | 28/06/2018  |
| Aquilino Bocos Merino            | Espagne                | Cardinal-diacre     | Supérieur général émérite des clarétains                                                                 | 17 mai 1938    | François     | 28/06/2018  |
| Michael Louis Fitzgerald         | Royaume-Uni            | Cardinal-diacre     | Nonce apostolique émérite                                                                                | 17 août 1937   | François     | 05/11/2019  |
| Silvano Tomasi                   | Italie                 | Cardinal-diacre     | Nonce apostolique émérite                                                                                | 12 oct. 1940   | François     | 28/11/2020  |
| Raniero Cantalamessa             | Italie                 | Cardinal-diacre     | Prédicateur émérite de la Maison pontificale                                                             | 22 juill. 1934 | François     | 28/11/2020  |
| Enrico Feroci                    | Italie                 | Cardinal-diacre     | Prêtre du sanctuaire Notre-Dame du Divin Amour                                                           | 27 août 1940   | François     | 28/11/2020  |
| Fernando Vérgez Alzaga           | Espagne                | Cardinal-diacre     | Président émérite du gouvernorat de l'État de la Cité du Vatican                                         | 1er mars 1945  | François     | 27/08/2022  |
| Gianfranco Ghirlanda             | Italie                 | Cardinal-diacre     | Patron de l'Ordre souverain de Malte                                                                     | 5 juill. 1942  | François     | 27/08/2022  |
| Fortunato Frezza                 | Italie                 | Cardinal-diacre     | Sous-secrétaire émérite du Synode des évêques                                                            | 6 fév. 1942    | François     | 27/08/2022  |
| Agostino Marchetto               | Italie                 | Cardinal-diacre     | Secrétaire émérite du Conseil pontifical pour la pastorale des migrants et des personnes en déplacement  | 28 août 1940   | François     | 30/09/2023  |
| Luis Pascual Dri                 | Argentine              | Cardinal-diacre     | Confesseur du sanctuaire Notre-Dame-du-Rosaire de Nueva Pompeya                                          | 17 avr. 1927   | François     | 30/09/2023  |
| Angelo Acerbi                    | Italie                 | Cardinal-diacre     | Prélat émérite de l'Ordre souverain de Malte                                                             | 23 sept. 1925  | François     | 07/12/2024  |